# Нурмагомед из Шахбазкента
Нурмагомед из Шахбазкента (конец XVIII — 1854 г.) — поэт, ашуг, гачаг-абрек.

## Биография
Нурмагомед родился в ныне разрушенном селе Шахбазкент. Сражался на стороне Шамиля в Кавказской войне. На склоне лет, вернулся в Деличобан, куда переселились жители бывшего Шахбазкента, и последние годы своей жизни провел здесь.

## Творчество
В народной памяти Нурмагомед остался как талантливый поэт, самый деятельный участник всех народных движений в Южном Дагестане. К сожалению, от творческого наследия Нурмагомеда почти ничего не осталось. Простые крестьяне хранят в памяти некоторые стихи Нурмагомеда, по которым можно судить о художественном мастерстве народного поэта. Он слагал, в основном, песни и стихи-четверостишия, которые напоминают широко известные на востоке ашугско-поэтические рубаи.